# Huaguo (sockenhuvudort i Kina, Hubei Sheng, lat 32,64, long 110,67)
Huaguo (kinesiska: 花果, 花果街道) är en sockenhuvudort i Kina. Den ligger i provinsen Hubei, i den centrala delen av landet, omkring 410 kilometer nordväst om provinshuvudstaden Wuhan. Antalet invånare är 49 027. Befolkningen består av 23 113 kvinnor och 25 914 män. Barn under 15 år utgör 13,0 %, vuxna 15-64 år 78 %, och äldre över 65 år 8,0 %.
Runt Huaguo är det tätbefolkat, med 591 invånare per kvadratkilometer. Närmaste större samhälle är Shiyan, 9,7 km öster om Huaguo. I omgivningarna runt Huaguo växer i huvudsak blandskog.
Genomsnittlig årsnederbörd är 964 millimeter. Den regnigaste månaden är augusti, med i genomsnitt 166 mm nederbörd, och den torraste är december, med 8 mm nederbörd.